# Oberhofner Bach
Der Oberhofner Bach, im Oberlauf auch Höhenroither Bach genannt, ist ein kleiner Bach im oberösterreichischen Bezirk Vöcklabruck, nahe der Grenze zum Bezirk Salzburg-Umgebung. Sein gesamter Lauf befindet sich im Gemeindegebiet von Oberhofen am Irrsee, wo er im Gemeindezentrum auch von links in den Irrsdorfer Bach mündet.

## Geographie

### Verlauf
Der Oberhofner Bach entspringt als Höhenroither Bach südlich von Höhenroith (Gemeinde Oberhofen am Irrsee). Auf seinen ersten Metern durchfließt er einen kleinen Teich und nähert sich dann dem Ort Höhenroith. Er fließt anfangs als noch recht unbeständiger Bach Richtung Norden, passiert dann einen südöstlich gelegenen Ortsteil von Höhenroith und ändert seine Fließrichtung dann nach Osten. Hier nimmt er von rechts einen ungefähr gleichgroßen Graben auf und ändert seine Fließrichtung dann in Richtung Nordosten. Ab hier nähert er sich nun als recht beständiger Bach dem Gemeindezentrum von Oberhofen. Schließlich nimmt er von noch links den von Vielweg (Gemeinde Oberhofen am Irrsee) kommenden Vielweggraben auf, der jedoch häufig trocken fällt. Ab dessen Einmündung wird dem Bach dann der Name Oberhofner Bach zugeschrieben. Der Bach fließt weiterhin in nordöstliche Richtung und nimmt noch von rechts einen kleinen Hangbach auf, der aber ähnlich wie der Vielweggraben häufig trocken fällt. Dann tritt der Oberhofner Bach in den Ort Rabenschwand (Gemeinde Oberhofen am Irrsee) ein und mündet dort schließlich von links in den Irrsdorfer Bach.

### Einzugsgebiet
Im Südosten grenzt das Einzugsgebiet des Oberhofner Bachs an das des Riedelbachs, der über den Irrsee, die Zeller Ache, den Mondsee, die Seeache, den Attersee, die Ager und die Traun in die Donau entwässert, während der Oberhofner Bach zum Einzugsgebiet der Mattig zählt, die über den Inn in die Donau entwässert. Im Südwesten entspringen noch zwei kleine Gräben, die über den Hagenwaldbach und den Pfongauer Bach in den Hainbach entwässern und somit ebenfalls zum Einzugsgebiet der Mattig zählen.